# Celtic League 2007-2008
La Celtic League 2007-08 fu la 7ª edizione della competizione transnazionale di rugby a 15 per club delle federazioni gallese, irlandese e scozzese.
Si tenne dal 31 agosto 2007 al 10 maggio 2008 tra 10 squadre con la formula a girone unico.
Il calendario non seguì un ordine preciso di andata e ritorno, quindi non risulta suddiviso in giornate.
Il torneo fu noto anche con il nome commerciale di Magners League per via della sponsorizzazione garantita dal produttore irlandese di bevande alcooliche Magners a partire dal 2006.
A seguito della chiusura della franchigia scozzese del Borders alla fine della stagione precedente per scarsità di risultati economici, l'edizione 2007-08 di torneo si tenne a dieci squadre.
A laurearsi campione fu, per la seconda volta, la franchigia irlandese del Leinster che bissò quindi il titolo vinto nell'edizione inaugurale del torneo; la vittoria finale giunse con una giornata d'anticipo, rendendo così ininfluente la vittoria nell'ultima giornata della più diretta inseguitrice, il Cardiff Rugby, in concomitanta con la sconfitta dello stesso Leinster.
Avendo soppresso la terza franchigia nella stagione precedente, la federazione scozzese perse di fatto l'accesso alla Challenge Cup in quanto le due squadre del suo Paese erano automaticamente qualificate all'Heineken Cup.
Il valore delle marcature, come stabilito dall’IRFB nel 1992, era: 5 punti per ciascuna meta (7 se trasformata), 3 punti per la realizzazione di ciascun calcio piazzato, idem per il drop.

## Squadre partecipanti
| Galles            | Irlanda  | Scozia           |
| ----------------- | -------- | ---------------- |
| Cardiff Rugby     | Connacht | Edimburgo        |
| Llanelli Scarlets | Leinster | Glasgow Warriors |
| Newport G.D.      | Munster  |                  |
| Ospreys           | Ulster   |                  |

## Risultati
|  | 1ª giornata          |       |
|  | -------------------- | ----- |
|  | Cardiff - Ospreys    | 17-15 |
|  | Scarlets - Dragons   | 23-30 |
|  | Dragons - Cardiff    | 13-40 |
|  | Ospreys - Scarlets   | 9-14  |
|  | Connacht - Dragons   | 22-7  |
|  |                      |       |
|  | 4ª giornata          |       |
|  | Edimburgo - Ospreys  | 13-13 |
|  | Glasgow - Connacht   | 16-15 |
|  | Munster - Cardiff    | 17-19 |
|  | Dragons - Ulster     | 31-11 |
|  | Scarlets - Ulster    | 32-8  |
|  |                      |       |
|  | 7ª giornata          |       |
|  | Ospreys - Leinster   | 19-26 |
|  | Connacht - Ulster    | 13-30 |
|  | Glasgow - Cardiff    | 17-5  |
|  | Munster - Dragons    | 45-19 |
|  | Edimburgo - Scarlets | 27-17 |
|  |                      |       |
|  | 10ª giornata         |       |
|  | Connacht - Scarlets  | 20-18 |
|  | Cardiff - Edimburgo  | 10-11 |
|  | Glasgow - Dragons    | 16-18 |
|  | Leinster - Ospreys   | 26-15 |
|  | Scarlets - Glasgow   | 30-7  |
|  |                      |       |
|  | 13ª giornata         |       |
|  | Edimburgo - Connacht | 38-8  |
|  | Leinster - Glasgow   | 34-18 |
|  | Munster - Ulster     | 42-6  |
|  | Ospreys - Ulster     | 32-7  |
|  | Connacht - Munster   | 5-16  |
|  |                      |       |
|  | 16ª giornata         |       |
|  | Cardiff - Ulster     | 30-17 |
|  | Munster - Ospreys    | 9-8   |
|  | Ospreys - Dragons    | 16-3  |
|  | Ulster - Munster     | 19-9  |
|  | Connacht - Cardiff   | 11-39 |

|  | 2ª giornata          |       |
|  | -------------------- | ----- |
|  | Cardiff - Glasgow    | 32-16 |
|  | Ulster - Ospreys     | 17-16 |
|  | Leinster - Edimburgo | 23-8  |
|  | Munster - Scarlets   | 26-16 |
|  | Dragons - Munster    | 16-26 |
|  |                      |       |
|  | 5ª giornata          |       |
|  | Cardiff - Connacht   | 30-16 |
|  | Edimburgo - Dragons  | 13-19 |
|  | Glasgow - Leinster   | 21-17 |
|  | Ospreys - Munster    | 16-3  |
|  | Connacht - Edimburgo | 14-14 |
|  |                      |       |
|  | 8ª giornata          |       |
|  | Connacht - Glasgow   | 10-6  |
|  | Munster - Leinster   | 3-10  |
|  | Ulster - Edimburgo   | 14-20 |
|  | Cardiff - Dragons    | 11-6  |
|  | Leinster - Ulster    | 29-0  |
|  |                      |       |
|  | 11ª giornata         |       |
|  | Edimburgo - Munster  | 7-11  |
|  | Ulster - Dragons     | 38-13 |
|  | Ospreys - Connacht   | 37-7  |
|  | Leinster - Cardiff   | 24-17 |
|  | Dragons - Edimburgo  | 10-10 |
|  |                      |       |
|  | 14ª giornata         |       |
|  | Edimburgo - Cardiff  | 0-20  |
|  | Scarlets - Leinster  | 10-24 |
|  | Dragons - Glasgow    | 14-20 |
|  | Ulster - Connacht    | 18-6  |
|  | Cardiff - Scarlets   | 35-26 |
|  |                      |       |
|  | 17ª giornata         |       |
|  | Ospreys - Edimburgo  | 18-19 |
|  | Scarlets - Munster   | 23-24 |
|  | Ulster - Glasgow     | 24-35 |
|  | Leinster - Dragons   | 41-8  |
|  | Dragons - Ospreys    | 18-10 |

|  | 3ª giornata          |       |
|  | -------------------- | ----- |
|  | Scarlets - Connacht  | 34-11 |
|  | Cardiff - Leinster   | 19-30 |
|  | Edimburgo - Ulster   | 24-10 |
|  | Ospreys - Glasgow    | 37-23 |
|  | Leinster - Scarlets  | 23-52 |
|  |                      |       |
|  | 6ª giornata          |       |
|  | Glasgow - Munster    | 11-11 |
|  | Ulster - Leinster    | 16-16 |
|  | Glasgow - Ulster     | 25-6  |
|  | Leinster - Connacht  | 29-9  |
|  | Munster - Edimburgo  | 19-16 |
|  |                      |       |
|  | 9ª giornata          |       |
|  | Munster - Connacht   | 17-0  |
|  | Scarlets - Ospreys   | 17-12 |
|  | Edimburgo - Glasgow  | 35-31 |
|  | Ospreys - Cardiff    | 22-3  |
|  | Dragons - Scarlets   | 15-13 |
|  |                      |       |
|  | 12ª giornata         |       |
|  | Connacht - Leinster  | 9-16  |
|  | Glasgow - Ospreys    | 9-6   |
|  | Ulster - Scarlets    | 20-8  |
|  | Cardiff - Munster    | 25-22 |
|  | Scarlets - Cardiff   | 35-17 |
|  |                      |       |
|  | 15ª giornata         |       |
|  | Glasgow - Edimburgo  | 23-14 |
|  | Leinster - Munster   | 21-12 |
|  | Dragons - Connacht   | 11-13 |
|  | Edimburgo - Leinster | 15-13 |
|  | Glasgow - Scarlets   | 25-23 |
|  |                      |       |
|  | 18ª giornata         |       |
|  | Connacht - Ospreys   | 24-20 |
|  | Dragons - Leinster   | 31-26 |
|  | Ulster - Cardiff     | 17-26 |
|  | Munster - Glasgow    | 18-21 |
|  | Scarlets - Edimburgo | 12-29 |

## Classifica
| Pos | Squadra           | G  | V  | N | P  | PF  | PS  | DP   | BMP | Pt |
| --- | ----------------- | -- | -- | - | -- | --- | --- | ---- | --- | -- |
| 1   | Leinster          | 18 | 13 | 1 | 4  | 428 | 283 | +145 | 7   | 61 |
| 2   | Cardiff Rugby     | 18 | 12 | 0 | 6  | 395 | 315 | +80  | 8   | 56 |
| 3   | Munster           | 18 | 10 | 1 | 7  | 330 | 258 | +72  | 6   | 48 |
| 4   | Edimburgo         | 18 | 9  | 3 | 6  | 313 | 285 | +28  | 6   | 48 |
| 5   | Glasgow Warriors  | 18 | 10 | 1 | 7  | 340 | 349 | −9   | 4   | 46 |
| 6   | Llanelli Scarlets | 18 | 7  | 0 | 11 | 403 | 362 | +41  | 11  | 39 |
| 7   | Ospreys           | 18 | 6  | 1 | 11 | 321 | 255 | +66  | 11  | 37 |
| 8   | Newport G.D.      | 18 | 7  | 1 | 10 | 282 | 394 | −112 | 4   | 34 |
| 9   | Ulster            | 18 | 6  | 1 | 11 | 278 | 407 | −129 | 3   | 29 |
| 10  | Connacht          | 18 | 5  | 1 | 12 | 214 | 396 | −182 | 2   | 24 |

## Verdetti
- Leinster: Campione della Celtic League
- Leinster, Cardiff Rugby, Munster, Edimburgo, Glasgow Warriors, Llanelli Scarlets, Ospreys, Ulster, Newport G.D.[5]: qualificate alla Heineken Cup 2008-09
- Connacht: qualificata alla Challenge Cup 2008-09